# Celeda
Celeda, pseudonimo del personaggio Drag queen interpretato da Victoria Sharpe (Chicago, 17 novembre 1970), è un cantante statunitense.

## Carriera
Cantante di musica dance americana di origine africana, Celeda inizia come vocalist e drag queen performer nei locali di Chicago, facendosi notare dal DJ e produttore Danny Tenaglia per il quale incide la hit Music Is the Answer (Dancin' & Prancin'), che arriva al quindicesimo posto della classifica dance di Billboard e al trentaseiesimo in Inghilterra, nel settembre 1998. Nel 1999, pubblica il suo primo album dal titolo This is it per l'etichetta portoghese Kaos Records. L'album è prodotto da E-Smoove, Danny Tenaglia, Chevin Fisher, Peter Rauhofer e Maurice Joshua. Dall'album vengono estratti i singoli Messin' with My Mind (1997), Music Is the Answer (Dancin' & Prancin') (1998), Be Yourself (And No One Else) e Burnin' Up (1999).
Successivamente, piazza quattro singoli nella top ten americana e tre singoli al primo posto della classifica dance di Billboard: The Underground nel 2001, prodotta da Peter Rauhofer e remixata più volte nel corso degli anni, Dirtyfilthy, in collaborazione con Superchumbo, nel 2004, e Amazing nel 2008..

## Discografia
- 1999 - This Is It

### Singoli
- 1997 - Get It Together/All My Love - with The Heavy Hitters
- 1997 - Messin' With My Mind/I Feel It  - with The Heavy Hitters
- 1998 - Music Is The Answer (Dancin' And Prancin')  - with Danny Tenaglia
- 1999 - Burnin' Up
- 1999 - Be Yourself (And No One Else)
- 2000 - The Underground/Reach Up (Part 1)
- 2000 - Burnin' Up (Remixes)
- 2001 - Let The Music Use You Up
- 2001 - This Is Hit Mixes
- 2002 - Free Your Mind
- 2004 - Superchumbo - with Dirtyfilthy
- 2007 - Amazing
- 2011 - The Underground/Open Your Mind (The D-Unity Remixes)
- 2011 - Open Your Mind
- 2013 - Happy (The Way That I Am)